# دهستان رهدار
دهستان رهدار، یکی از دهستان‌های بخش مرکزی شهرستان رودان در استان هرمزگان ایران است. مرکز این دهستان، روستای رهدار است.

## آبادی‌ها
پشت سفید، دهنو، پودنو، گلشوار، رهدار -حیدر آباد، آل محمودی، تیاب، خواربجگان، مرهون، آلی زندگ، غروتی، شورانی، بجگ، دهنو جدید، بادافشان، دک دهنو، گزچشمه

## مناطق دیدنی
کوه اسپی - قریه پشت سفید - سد پشت سفید -قبرستان ماقبل اسلام پشت سفید - گلم شیرین - سد گروماری - قریه پودنو - سنگر پودنو - رودخانه دهنو و …

## جمعیت
بر پایه سرشماری عمومی نفوس و مسکن در سال ۱۳۹۵، جمعیت دهستان رهدار برابر با ۲٬۳۰۲ نفر بوده‌است.